# Ribniki v dolini Drage
Ribniki v dolini Drage so skupina sedmih umetnih ribnikov s skupno površino 9 ha v vasi Draga, nedaleč od Iga. Ležijo v dolini, ki jo je v smeri jug-sever izdolbel potok Draščica, ki ribnike tudi napaja in se kasneje kot desni pritok izliva v Iščico. Ribnike naj bi izkopali v 18. stoletju na sicer že obstoječi stoječi vodi, verjetno sprva zaradi gojenje rib, nato pa za namen pridobivanja gline za bližnjo opekarno. Po opustitvi opekarstva se je večina ribnikov znova uporabljala za namen gojenja rib.
Ob ribnikih vodi krožna gozdna učna pot z izhodiščem pri lovskem domu na bregu Velikega ribnika, ki je največji v skupini, in kasneje zavije skozi gozdove draške rebri mimo vasi Dobravica ter nazaj do lovskega doma. Dolga je 3,2 km in opremljena z informativnimi tablami o zanimivostih v okolici.

## Rastlinstvo in živalstvo
Na bregovih ribnikov in v njih uspeva močvirna združba; bregove porašča trstičje, rogoz, ponekod šašje, sitec in sestoj črne jelše. V širši okolici raste toploljubni gozd s prevladujočo bukvijo, kateri so primešane druge drevesne vrste, predvsem toplo- in vlagoljubne: gorski javor, veliki jesen, beli gaber, smreka, jelka, maklen ipd. V vodi prevladujeta beli lokvanj in vodna dresen, najti pa je tudi ogroženo malo mešinko.
Ekstenzivno gospodarjenje omogoča preživetje mnogih vrst močvirskih živali, predvsem vodnih ptic, katerim ribniki predstavljajo enega redkih ustreznih habitatov na vedno bolj suhem Ljubljanskem barju. V okolici gnezdi ali se občasno zadržuje 130 vrst ptic. Od gnezdilcev so tu med drugim prisotni čopasti in mali ponirek, liska ter mlakarica, ki gnezdijo na vodi, in rakar, čapljica ter mala tukalica, ki gnezdijo v rogozju. Na preletu se občasno ustavijo še rjavovrati ponirek, kostanjevka, kvakač in ribji orel. Ribniki v Dragi so eden redkih preostalih habitatov ogrožene močvirske sklednice v Sloveniji, na tem območju pa se prehranjuje tudi vidra. V ribnikih živi 13 ribjih vrst, od tega ogroženi linj, smuč in ščuka, ter rak jelševec.
Zaradi redkih rastlinskih in živalskih vrst, ki uspevajo tu, je bilo območje ribnikov leta 1986 razglašeno za naravni spomenik, v evropskem merilu pa je zaščiteno z vključitvijo v območje Natura 2000 Ljubljansko barje. Z ustanovitvijo krajinskega parka Ljubljansko barje leta 2008 so bili ribniki razglašeni za naravni rezervat in eno od ožjih zavarovanih območij parka.